# Златен ара
Златен ара (Primolius auricollis) е вид птица от семейство Папагалови (Psittacidae).

## Разпространение и местообитание
Разпространен е в Аржентина, Боливия, Бразилия и Парагвай.